# چیزهای بد (ترانه)
«چیزهای بد» (به انگلیسی: Bad Things) تک‌آهنگی از مشین گان کلی و کامیلا کبیو است که در تاریخ ۱۴ اکتبر ۲۰۱۶ منتشر شد.
این ترانه به موفقیت‌های بسیاری دست‌یافت و با فروش بالای پنج میلیون نسخه از آهنگ خود موفق به کسب نشان گواهی‌نامه فروش موسیقی ضبط‌شده شد.

## جوایز و دستاوردها
| سال  | هنرمندان نامزد شده و کارها      | جایزه            | نتیجه    |
| ---- | ------------------------------- | ---------------- | -------- |
| ۲۰۱۷ | آهنگ «چیزهای بد» با کامیلا کبیو | بهترین همکاری    | برنده    |
| ۲۰۱۷ | آهنگ «چیزهای بد» با کامیلا کبیو | بهترین همکاری رپ | نامزدشده |